# Sylvia Sleigh
Sylvia Sleigh (Llandudno, 8 maggio 1916 – New York, 24 ottobre 2010) è stata una pittrice e attivista britannica naturalizzata statunitense.

## Biografia
Nata in Galles e cresciuta in Inghilterra, Sylvia Sleigh studiò alla Brighton School Studio e lavorò per un periodo come modista in un proprio negozio, costretto alla chiusura durante la seconda guerra mondiale. Durante il conflitto sposò il pittore Michael Greenwood, ricominciò a dipingere e, nel 1941, si trasferì a Londra. Nel 1953 tenne la sua prima mostra a Kensington e conobbe il critico e curatore Lawrence Alloway, che sposò nel 1954 e con cui si trasferì negli Stati Uniti nel 1961. 
A New York entrò in contatto con il movimento artistico femminista, che la ispirò a rivisitare i tradizionali ruoli di genere nella rappresentazione di nudi artistici, mettendo in posa modelli maschili come le protagoniste delle opere di Velázquez, Tiziano e Jean-Auguste-Dominique Ingres. Le sue opere sono state esposte in musei e gallerie di rilievo, tra cui la National Portrait Gallery, l'Art Institute of Chicago, la Tate Liverpool e il National Museum of Women in the Arts. Nel corso della sua carriera fu anche impegnata come attivista per i diritti delle donne, finanziando gallerie e scuole per artiste promettenti. Negli ultimi vent'anni della sua vita ammassò una vasta collezione di opere d'arte create da artiste donne, tra cui Louise Bourgeois, Pegeen Guggenheim e Betty Parsons.
È morta a New York nel 2010 all'età di 94 anni e l'anno successivo è stato insignita del Women's Caucus for Art Lifetime Achievement Award.